# Robert Zorec
Robert Zorec, slovenski biolog in patofiziolog, * 23. januar 1958, Koper.

## Življenje in delo
Po osnovni šoli v Piranu in gimnaziji v Kopru se je 1976 vpisal v Ljubljani na študij biologije na Biotehniški fakulteti, kjer je leta 1981 diplomiral in 1986 doktoriral na ljubljanski Medicinski fakulteti. Strokovno se je izpopolnjeval v Združenem kraljestvu (1983–85) na oddelku za fiziologijo Medicinske fakultete v Newcastlu upon Tyne in 1987–88 v Cambridgeu.
Leta 1983 se je zaposlil na ljubljanski MF; leta 1997 je bil izvoljen v naziv redni profesor za patološko fiziologijo. Leta 1991 je prevzel vodenje laboratorija za nevroendrokrinologijo. Njegovo raziskovalno področje je molekularna fiziologija in patofiziologija celice; uvedel je nove elektrofiziološke metode za meritve membranske kapacitete in molekularne metode za raziskave nevroendokrinih rastlinskih in drugih celic. Še posebej se posveča proučevanju molekularnih mehanizmov uravnavne eksocitoze, homeostaze kalcija in mehanizmov ionskega transporta skozi celično menbrano. 
Zorec navaja (od leta 1984) v svoji bibliografiji preko 80 znanstvenih del, ki so napisana v svetovnih jezikih in objavljena v vodilnih mednarodnih revijah, vključno z uglednimi revijami Nature, Trends in drugih. Poleg tega je objavil tudi več del v slovenskem jeziku v domačih revijah. Po številu citatov je eden od mednarodno najbolj upoštevanih znanstvenikov s področja biotehničnih in biomedicinskih ved v Sloveniji. Za svoje znanstveno delo je prejel Kidričevo nagrado (1991). Pri številnih mednarodnih in domačih projektih je sodelavec ali vodja, povabljen je bil kot predavatelj na različne ustanove. Deloval je kot mentor devetim doktorskim študentom. Leta 1997 je prejel državno nagrado Republike Slovenije za vrhunske dosežke v znanosti, 2025 nagrado Miroslava Zeia za življenjsko delo, ki jo podeljuje NIB. Od leta 2001 do 2003 je bil predsednik Prirodoslovnega društva Slovenije. 
Zorec je bil leta 2001 izvoljen za izrednega člana SAZU, 2007 za rednega člana, tajnik IV. razreda za naravoslovne vede je bil od 2013 do 2017, ko je postal podpredsednik SAZU (dva mandata do 2023). Od 27. aprila 2007 je član sekcije za fiziologijo in medicino ustanove Academia Europaea s sedežem v Londonu.